# Чунцзо
Чунцзо (кит. спр. 崇左市, піньїнь: Chóngzuŏ Shì) — місто-округ в Гуансі-Чжуанському автономному районі.

## Географія
Чунцзо у середньому розташовується на висоті близько 125 метрів над рівнем моря, розташовується на південному заході автономії на кордоні з В'єтнамом.

### Клімат
Місто знаходиться у зоні, котра характеризується вологим субтропічним кліматом. Найтепліший місяць — липень із середньою температурою 28,9 °C. Найхолодніший місяць — січень, із середньою температурою 14,1 °С.
| Клімат Чунцзо (район Цзянчжоу)                     | Клімат Чунцзо (район Цзянчжоу) | Клімат Чунцзо (район Цзянчжоу) | Клімат Чунцзо (район Цзянчжоу) | Клімат Чунцзо (район Цзянчжоу) | Клімат Чунцзо (район Цзянчжоу) | Клімат Чунцзо (район Цзянчжоу) | Клімат Чунцзо (район Цзянчжоу) | Клімат Чунцзо (район Цзянчжоу) | Клімат Чунцзо (район Цзянчжоу) | Клімат Чунцзо (район Цзянчжоу) | Клімат Чунцзо (район Цзянчжоу) | Клімат Чунцзо (район Цзянчжоу) | Клімат Чунцзо (район Цзянчжоу) |
| Показник                                           | Січ.                           | Лют.                           | Бер.                           | Квіт.                          | Трав.                          | Черв.                          | Лип.                           | Серп.                          | Вер.                           | Жовт.                          | Лист.                          | Груд.                          | Рік                            |
| Середній максимум, °C                              | 18,4                           | 20,8                           | 23,3                           | 29                             | 32,4                           | 33,5                           | 33,8                           | 33,6                           | 32,5                           | 29,9                           | 25,8                           | 21                             | 27,8                           |
| Середня температура, °C                            | 14,1                           | 16,3                           | 19,2                           | 24,2                           | 27,3                           | 28,7                           | 28,9                           | 28,5                           | 27,4                           | 24,6                           | 20,4                           | 15,9                           | 23                             |
| Середній мінімум, °C                               | 11,1                           | 13,3                           | 16,4                           | 20,8                           | 23,7                           | 25,4                           | 25,6                           | 25,2                           | 23,9                           | 20,9                           | 16,6                           | 12,5                           | 19,6                           |
| Норма опадів, мм                                   | 34.6                           | 27.5                           | 48.7                           | 79.5                           | 138.3                          | 178.4                          | 205.8                          | 197.1                          | 110.6                          | 62.8                           | 42.6                           | 27.4                           | 1153.3                         |
| Вологість повітря, %                               | 76                             | 75                             | 78                             | 75                             | 74                             | 78                             | 79                             | 80                             | 77                             | 73                             | 73                             | 72                             | 76                             |
| -------------------------------------------------- | ------------------------------ | ------------------------------ | ------------------------------ | ------------------------------ | ------------------------------ | ------------------------------ | ------------------------------ | ------------------------------ | ------------------------------ | ------------------------------ | ------------------------------ | ------------------------------ | ------------------------------ |
| Джерело: Дані метеостанції №59425 (КНР, 1991-2020) |                                |                                |                                |                                |                                |                                |                                |                                |                                |                                |                                |                                |                                |

## Адміністративний поділ
Міський округ поділяється на 1 район, 1 місто і 5 повітів:
| Карта                                               | Карта    | Карта    | Карта            |
| --------------------------------------------------- | -------- | -------- | ---------------- |
| Тяньден Дасінь Лунчжоу Цзянчжоу Фусуй Пінсян Нінмін |          |          |                  |
| Статус                                              | Назва    | Оригінал | Населення (2020) |
| Район                                               | Цзянчжоу | 江州区   | 435 438          |
| Місто                                               | Пінсян   | 凭祥市   | 129 843          |
| Повіт                                               | Дасінь   | 大新县   | 282 563          |
| Повіт                                               | Лунчжоу  | 龙州县   | 232 068          |
| Повіт                                               | Нінмін   | 宁明县   | 319 386          |
| Повіт                                               | Тяньден  | 天等县   | 280 473          |
| Повіт                                               | Фусуй    | 扶绥县   | 408 921          |